# Provincie Awadži

Mapa japonských provincií se zvýrazněnou provincií Awadži

Provincie Awadži  (japonsky: 淡路国; Awadži no kuni, původně 淡道) byla stará japonská provincie, která se rozkládala na ostrově Awadži mezi Honšú a Šikoku. Dnes je součástí prefektury Hjógo. Někdy je také nazývána Tanšú (淡州).
Byla založena v 7. století jako součást Nankaidó. Provincie Awadži se nacházela mezi provinciemi Kii a Awa. Awadži doslova znamená „Cesta do Awy“, čímž je míněna cesta do provincie Awa z centrální části Japonska. Provincie Awadži byla rozdělená na dva okresy: Cuna no Kóri na severu a Mihara no Kóri v jižní části.
Provinční vláda sídlila pravděpodobně v dnešní Minamiawadži, ale jasné důkazy se ještě nepodařilo najít.
Provincie Awadži byla obvyklým místem pro politický exil. Císař Džunnin byl v exilu v provincii Awadži po své abdikaci až do smrti.
V období Edo byla provincie Awadži ovládána klanem Hačisuka z Tokušimy v provincii Awa. Po zrušení systému han a vytvoření systému prefektur upřednostnili obyvatelé provincie Awadži připojení k prefektuře Hjógo před prefekturou Tokušima a to kvůli politickému konfliktu mezi Tokušimou a Awadži.